# Edouard H. Bond
Edouard H. Bond, né à Port-Cartier en 1975, est un écrivain et scénariste québécois.

## Scénarios
- La Chienne, web-série, 2013, Productions La Guérilla.
- Game of Death, long-métrage, 2017, Productions Rockzeline, blackpills, La Guérilla.